# C-ペプチド
C-ペプチド（英: C-peptide, connecting peptide）は、プロインスリン分子内でインスリンのA鎖とB鎖を連結している31アミノ酸のポリペプチドである。血清中のC-ペプチドの測定は、糖尿病や低血糖症の診断の際に、類似した臨床像を有する他の疾患との鑑別に利用される場合がある。
インスリン合成経路では、まず膵臓のβ細胞でA鎖、Cペプチド、B鎖、シグナルペプチドを含むプレプロインスリンが小胞体へ移行する。シグナルペプチドはシグナルペプチダーゼによってN末端から除去され、プロインスリンが形成される。ゴルジ体でプロインスリンが小胞（β顆粒）へ詰め込まれた後にCペプチドは除去され、ジスルフィド結合によって連結されたA鎖とB鎖からなるインスリン分子が形成される。

## 歴史
プロインスリンのC-ペプチドは、1967年にインスリン生合成経路の発見とともに初めて記載された。C-ペプチドはインスリンのA鎖とB鎖の間のリンカーとして機能し、小胞体中でのインスリン分子の効率的な組み立て、フォールディング、プロセシングを促進する。その後、等量のC-ペプチドとインスリンは膵臓β細胞の分泌小胞に貯蔵され、最終的には門脈循環へと放出される。当初、C-ペプチドはインスリン分泌のマーカーとしてのみ着目されていたが、C-ペプチド自体も1型糖尿病や2型糖尿病の病態生理の理解を深める上で非常に重要な役割を果たしている。C-ペプチド検査が初めて記載されたのは1972年である。しかし、C-ペプチドはそれ自体が生理活性を有するペプチドであり、微小血管の血流や組織の健康に影響を与えることが判明している。

## 機能

### 細胞への影響
C-ペプチドは、神経細胞、内皮細胞、線維芽細胞、腎臓の尿細管など多くの種類の細胞の表面に結合することが示されており、Gタンパク質共役受容体に対してnM濃度で結合すると考えられている。このシグナルは、MAPK、PLCγ、PKCなどのCa2+依存性の細胞内シグナル伝達経路を活性化し、さまざまな転写因子やeNOS、Na+/K+-ATPアーゼの活性をアップレギュレーションする。後者2つの酵素は1型糖尿病患者で活性が低下していることが知られており、末梢神経や自律神経のニューロパチーなどの1型糖尿病の長期合併症の発症への関与が示唆されている。
1型糖尿病の動物モデルでのin vivo研究では、C-ペプチドの投与によって神経と腎臓の機能が大きく改善することが明らかになっている。そのため、糖尿病性ニューロパチーの初期徴候がみられる動物では、C-ペプチドの補充治療によって、末梢神経では神経伝導速度やNa+/K+-ATPアーゼの活性機能の増加、神経構造変化の大きな緩和など、機能の改善がみられる。同様に、ニューロパチーとC-ペプチド欠乏症（1型糖尿病）の動物モデルでは、C-ペプチドの投与によって尿中アルブミン排泄が減少し、糖尿病によるメサンギウム基質の拡大に伴う糸球体の変化が予防または低減されるなど、腎臓の機能と構造に改善がみられる。また、C-ペプチドは、抗炎症作用を有することや平滑筋細胞の修復を助けることも報告されている。

## C-ペプチド検査の臨床利用
糖尿病の患者では、1型糖尿病と2型糖尿病や若年発症成人型糖尿病（MODY）の鑑別の手段としてC-ペプチド値の測定が行われる場合がある。C-ペプチドはインスリンと等モル分泌されるため、患者が自身でどの程度インスリンを産生しているかを判断する際にC-ペプチドの測定を利用することができる。C-ペプチドは患者がインスリンの注入を受けている場合でもインスリンの代わりに測定することができ、またC-ペプチドは門脈へ分泌されたインスリンの肝臓での代謝は多くそしてさまざまな程度で行われるのに対し、C-ペプチドは代謝されないため、門脈へのインスリンの分泌に関してはインスリン自体よりも良い指標となる場合がある。

## 治療薬
C-ペプチドの治療薬としての利用は、糖尿病性腎臓病で小規模な臨床試験が行われてきた。Creative Peptides、Eli Lilly、Cebixの各社はC-ペプチド製品の薬剤開発を計画していた。Cebix社は2014年に第IIb相試験を完了したが、C-ペプチドとプラセボに差がみられず終了した。